# Henningsomyces
Henningsomyces es un género de hongos en la familia Marasmiaceae.

## Especies
Index Fungorum en el 2015 indica 10 especies en Henningsomyces:
- Henningsomyces candidus
- Henningsomyces leptus
- Henningsomyces mutabilis
- Henningsomyces nigrescens
- Henningsomyces patinaceus
- Henningsomyces puber
- Henningsomyces pulchellus
- Henningsomyces separatus
- Henningsomyces subiculatus
- Henningsomyces tarapotensis